# Kościół Starokatolicki w Szwecji i Danii
Kościół Starokatolicki w Szwecji i Danii (sv: Gammalkatolska Kyrkan) – kościół starokatolicki, będący pod jurysdykcją Międzynarodowej Konferencji Biskupów Starokatolickich. Organem prasowym wspólnoty jest " Sursum Corda" i "Tantum Ergo." Zwierzchnikiem kościoła jest ks. Ryszard Stenberg, wspólnotę w MKBS reprezentuje bp Dick Schoon. Misja starokatolicka w Skandynawii rozpoczęła swą działalność w 1976 r.

## Nauka Kościoła Starokatolickiego w Szwecji i Danii
Doktryna Starokatolicka opiera się na nauce niepodzielonego Kościoła Powszechnego pierwszych wieków, ujętej w ustaleniach Soborów Ekumenicznych. Starokatolicy najwyższą cześć oddają Bogu, wyznają wiarę w realną obecność ciała i krwi pańskiej w Eucharystii, zaś komunia jest udzielana pod dwiema postaciami: chleba i wina. Eucharystia nie jest w starokatolicyzmie powtórzeniem ofiary Chrystusa, a jej upamiętnieniem czy też uobecnieniem. W starokatolicyzmie istnieje również kult Maryi Panny, jednak odrzucany jest dogmat o jej Niepokalanym Poczęciu i Wniebowzięciu, zniesione zostały dogmaty przyjęte przez Kościół zachodni po rozłamie z Kościołem wschodnim. Starokatolicy oddają cześć także aniołom, apostołom, męczennikom i świętym. Kościół umożliwia spowiedź w konfesjonale, ale wiernym odpuszcza się grzechy także w trakcie mszy podczas spowiedzi powszechnej. Kościoły starokatolickie nie uznają nieomylności i władzy papieży. Kapłanów nie obowiązuje celibat. W Kościele Starokatolickim w Szwecji i Danii dopuszcza się do święceń kapłańskich również kobiety. W kościele udzielane są błogosławieństwa parom homoseksualnym.

## Parafie i wspólnoty Kościoła
- Parafia św. Sebastiana w Göteborgu, proboszcz: ks. Morgan Norman ( Szwecja)
- Parafia św. Franciszka w Helsingborgu, proboszcz: ks. diak. Rober Vester-Bendtsen ( Szwecja)
  - Wspólnota w Kopenhadze ( Dania)
  - Wspólnota św. Michała w Landskronie ( Szwecja)
- Parafia Wszystkich Świętych w Malmö, proboszcz: ks. adm. Ryszard Stenberg ( Dania)
  - Wspólnota św. Cecylii w Karlstad ( Szwecja)
- Parafia św. Marii Panny w Umeå, proboszcz: ks. Krzysztof Bergqvist ( Szwecja)